# チャック・ペドル
チャールズ・イングラハム・ペドル (Charles Ingerham Peddle、1937年11月25日 - 2019年12月15日) は、モステクノロジー6502マイクロプロセッサ、6502に基づくKIM-1シングルボードコンピュータ、およびその後継機であるコモドールPETパーソナルコンピュータの主要設計者として最もよく知られているアメリカの電気技術者である。

## バイオグラフィー
ペドルは、1937年11月25日、アメリカ合衆国メイン州バンゴーで生まれた。彼は高校時代はラジオ放送局で働いていた。
1955年、ペドルは米国海兵隊に入隊した。彼はメイン大学に通い、工学物理学の理学士号 (B.Sc.) を取得した。その後、彼はゼネラル・エレクトリック社でタイムシェアリングシステムの開発に携わった。
1973年、ペドルは、モトローラで6800プロセッサの開発に取り組んだ。
ペドルは、非常に低価格なマイクロプロセッサの市場を認識し、300ドルのモトローラ6800を補完するために、低価格な設計を擁護し始めた。しかし、モトローラの経営陣からプロジェクトを中止するように言われ、彼の努力は頓挫した。その後、彼はモステクノロジー社に入社し、650xプロセッサ・ファミリー (英語版) の設計を指揮した。これらはモトローラ6800に対する回答として25ドルで作られた。650xシリーズの中で最も有名なメンバーは、1975年に開発された6502で、価格はインテル8080の15%であった。その後、Apple II、Commodore PET、Commodore VIC-20、Nintendo Entertainment System、Atari 8ビットコンピュータ、アーケードビデオゲーム、Oricコンピュータ、Acorn ComputersのBBC Microなど、多くの商用製品に採用された。また、6502マイクロプロセッサの設計は、後方互換性を維持しつつ、他のコンピュータにも対応できるように変更された。
1980年、ペドルはコモドール・ビジネス・マシーンズ (CBM)の出資者であるChris Fishとともにモステクノロジーを退社し、シリウス・システム・テクノロジー (英語版) を設立した。そこでペドルは、Victor 9000 (英語版) パーソナルコンピュータを設計した。

## 遺産
ペドルは、6502の共同設計者であるBill Mensch (英語版) とともに、6502のテクノロジーとビジネスモデルの両方がパーソナルコンピュータ革命の立ち上げに貢献したという点で、パーソナルコンピュータの先駆者とみなされている。ペドルの死後、Menschは追悼文を書いた。